# Dominic Cummings
Dominic Mckenzie Cummings (nascido em 25 de novembro de 1971) é um estrategista político britânico que atuou como consultor sênior do primeiro-ministro Boris Johnson de 24 julho de 2019 13 de novembro de 2020.
De 2007 a 2014, foi consultor especial de Michael Gove, desde quando este era Secretário de Estado da Educação do então primeiro-ministro David Cameron. De 2015 a 2016, Cummings dirigiu a campanha Vote Leave, durante o referendo de 2016 para o Brexit.

## Vida pregressa e Carreira Política
Cummings nasceu em Durham em 25 de novembro de 1971. Foi educado na Durham School e na Exeter College, Oxford. Ainda jovem, trabalhou na Klute, uma boate de propriedade de seu tio em Durham. Depois da universidade, Cummings mudou-se para a Rússia pós-soviética de Yeltsin de 1994 a 1997, trabalhando em vários projetos. Em um empreendimento russo, ele trabalhou para um grupo que tentava montar uma companhia aérea conectando Samara no sul da Rússia a Viena.
De 1999 a 2002, Cummings foi diretor de campanha de um grupo de lobby, a Business for Sterling, formado em 1998 para resistir à integração britânica ao Euro. Ele então se tornou diretor de estratégia do líder do Partido Conservador Iain Duncan Smith por oito meses em 2002, com o objetivo de modernizar o Partido Conservador (do qual ele não era membro); no entanto, ele logo deixou clara sua frustração com a introdução de mudanças que classificou como meias-medidas, chamando Duncan Smith de "incompetente".
Cummings trabalhou para o político conservador Michael Gove de 2007 a janeiro de 2014, primeiro na oposição e depois, após a partida de Andy Coulson, como consultor especial no Departamento de Educação. Ele era o chefe de gabinete de Gove, um compromisso bloqueado por Andy Coulson até sua própria demissão.

### Campanha para o Brexit (2015–2019)
Cummings tornou-se diretor de campanha do Vote Leave após a criação da organização em outubro de 2015. Ele é creditado por ter criado o slogan Vote Leave, "Take back control", e por ser o principal estrategista da campanha. O referendo de junho de 2016 resultou em um voto de 51,9% para "deixar" a União Europeia. Cummings foi elogiado ao lado de Elliott como um dos mentores da campanha.
Em março de 2019, o Commons Select Committee of Privileges recomendou que a Câmara emitisse uma advertência por desrespeito ao Parlamento depois que Cummings não apareceu durante o inquérito do Comitê de Digital, Cultura, Mídia e Esporte sobre reivindicações de veiculação de notícias falsas durante a campanha do referendo. A resolução que o admoestava foi aprovada pela Câmara dos Comuns em 2 de abril de 2019.
Em julho de 2017, o advogado e comentarista político, David Allen Green, perguntou a Cummings via Twitter: "Existe algo que poderia acontecer (ou não acontecer) e que faria você agora desejar não ter vencido o referendo?" Cummings respondeu: "Muita coisa! Já disse antes que o referendo foi uma ideia idiota, outras coisas deveriam ter sido tentadas primeiro."

### Conselheiro de Boris Johnson (2019–2020)
Cummings violou as regras do confinamento no Reino Unido ao ter viajado até Durham (condado) a 400 quilómetros de Londres, no final de março de 2020, quando apresentava sintomas de infecção por coronavírus.

## Representação no cinema
Cummings foi interpretado por Benedict Cumberbatch no drama do canal 4 de 2019 Brexit: The Uncivil War .